# Scoulton
Scoulton är en ort och civil parish i Storbritannien.   Den ligger i grevskapet Norfolk och riksdelen England, i den sydöstra delen av landet, 140 km nordost om huvudstaden London. Scoulton ligger 57 meter över havet och antalet invånare är 246.
Terrängen runt Scoulton är platt. Runt Scoulton är det ganska tätbefolkat, med 100 invånare per kvadratkilometer. Närmaste större samhälle är East Dereham, 12,2 km norr om Scoulton. Trakten runt Scoulton består till största delen av jordbruksmark.